# Som i et spejl
Som i et spejl er en svensk dramafilm fra 1961 skrevet og instrueret af Ingmar Bergman. Filmen vandt i 1962 en Oscar for bedste fremmedsprogede film.

## Handling
Karin er for nylig blevet udskrevet fra et psykiatrisk hospital og genforenes med sin følelsesmæssigt afkoblede familie i et døgn ude på en isoleret ferieø. De er alle fanget i sig selv og præget af et uudtalt og dybt fortrængt kontaktbehov. Karin begynder at tro, at hun bliver besøgt af Gud.

## Medvirkende
- Harriet Andersson som Karin
- Gunnar Björnstrand som David
- Max von Sydow som Martin
- Lars Passgård som Minus